# Abrigo de Cinto Ventana
El Abrigo de Cinto Ventana se localiza en el margen derecho del barranco de Cinto Ventana a una altitud de 390 metros, en el término municipal de Dos Aguas (Provincia de Valencia)
Se trata de un abrigo de pequeñas dimensiones sobre un terreno de areniscas y calizas arenosas, con una anchura de 5 metros, una altura media de 1 m y una profundidad de 1,20 m orientado al suroeste, que cuenta con una pequeña columna central que divide el abrigo en dos oquedades. 
En él se encuentran figuras rupestres pertenecientes al neolítico representativas de los estilos Esquemático y Levantino, distinguiéndose del estilo esquemático 4 antropomorfos, 4 zoomorfos y 3 motivos geométricos pintados en color anaranjado y del estilo levantino 3 cápridos y 6 aves pintadas en rojo oscuro.
- Datos: Q5655371